# Vriesea paupera
Vriesea paupera är en gräsväxtart som först beskrevs av Carl Christian Mez och Luis Aloysius, Luigi Sodiro, och fick sitt nu gällande namn av Lyman Bradford Smith och Colin Stephenson Pittendrigh. Vriesea paupera ingår i släktet Vriesea och familjen Bromeliaceae. Inga underarter finns listade i Catalogue of Life.